# Henry Harris Jessup
Pour les articles homonymes, voir Jessup.
Henry Harris Jessup (1832-1910) est un missionnaire et auteur presbytérien américain, a consacré sa carrière à l'œuvre missionnaire évangélique en Syrie (aujourd'hui au Liban).